# ماتي توث (لاعب كرة قدم)
ماتي توث (بالمجرية: Tóth Máté)‏ هو لاعب كرة قدم مجري في مركز الدفاع، ولد في 20 يونيو 1998 في زومباثلي في المجر. لعب مع زومباثلي هالاداس ‏.

## وصلات خارجية
- ماتي توث (لاعب كرة قدم) على موقع قاعدة بيانات كرة القدم.إي يو (الإنجليزية)
- ماتي توث (لاعب كرة قدم) على موقع Soccerway.com (الإنجليزية)